# V is for Vagina
"V" is for Vagina – wydany 30 października 2007 debiutancki album grupy Puscifer (side-projektu Maynarda Jamesa Keenana).

## Remiksy
- "V" Is for Viagra. The Remixes (28 kwietnia 2008)
- "D" is for Dubby – The Lustmord Dub Mixes (17 października 2008)

## Lista utworów
1. Queen B. (M. Keenan, T. Alexander) – 3:56
2. DoZo (M. Keenan, B. Lustmord) – 4:00
3. Vagina Mine (M. Keenan) – 5:35
4. Momma Sed (M. Keenan/MJ, T. Commerford, B. Wilk, J. Polonsky) – 3:24
5. Drunk with Power (M. Keenan, B. Lustmord) – 5:01
6. The Undertaker (M. Keenan, D. Lohner) – 4:00
7. Trekka (M. Keenan, B. Lustmord) – 4:46
8. Indigo Children (M. Keenan) – 6:22
9. Sour Grapes (M. Keenan, J. Polonsky, T. Alexander) – 6:45
10. REV 22:20 (Dry Martini Mix) (M. Keenan, D. Lohner) – 5:08